# Матина (Салерно)
Матина је насеље у Италији у округу Салерно, региону Кампанија.
Према процени из 2011. у насељу је живело 235 становника. Насеље се налази на надморској висини од 550 м.